# Rue des Arquebusiers
Rue des Arquebusiers je ulice v Paříži v historické čtvrti Marais. Nachází se ve 3. obvodu.

## Poloha
Ulice vede od křižovatky s Boulevardem Beaumarchais a končí na křižovatce s Rue Saint-Claude.

## Historie
Západní část ulice byla původně průchodem ze starého paláce a původně se nazývala Rue Harlay-au-Marais a poté Rue Diderot. Severní část ulice vznikla až v roce 1721, kdy byla otevřena v prostoru bývalých palácových zahrad jako Rue des Arquebusiers (tj. ulice střelců z arkebuzy podle místa v příkopech městských hradeb). V roce 1879 tento název získala celá ulice.